# تری‌موب
تری‌موب (اوکراینی: ТОВ ТриМоб) شرکت دولتی مخابرات اوکراینی است، که در سال ۱۹۹۲ تأسیس شد.